# Toldzsancshi
A toldzsancshi (Dél-Koreában: 돌잔치, Észak-Koreában: 돐잔치) vagy tol (돌 / 돐) az egyéves gyermekek születésnapjának hagyományos ünnepsége Koreában. Különféle ételeket és italokat szolgálnak fel és fontos esemény a toldzsabi, amellyel megjósolják a gyermek jövőjét. A baba ilyenkor hagyományos koreai hanbokot visel, a fiúkhoz és a lányokhoz illő, megfelelő színekben.

## Története
Mivel a régebbi korokban a gyermekhalandóság igen magas volt, az első életév megérése általában azt jelentette, hogy a gyermeknek jó esélyei vannak az életben maradásra, így az első életév ünneplése fontos szokássá vált Koreában. A gyermek születésétől eltelt 100. napot (백일, pek il) is meg szokták ünnepelni, ez azonban nem akkora jelentőségű, mint a tol.

## Szokások
A születésnapos gyermeknek új ruhát vásárolnak, ez hagyományos hanbok, melyet egy hosszú övvel (돌띠 / 돐띠, toltti) kétszer tekernek körbe, ez a hosszú élet szimbóluma. A gyermek egy kis, selyem erszényt (돌주머니 / 돐주머니; toldzsumoni) is visel ilyenkor. A lányok és a fiúk külön sapkát kapnak.
A születésnap reggelén vagy azt megelőző este (régiótól függően) az anya és a nagymama a születés istenségéhez (삼신, Szamsin) és a hegyi istenséghez (산신, Szansin) imádkozik összetett kézzel a gyermek egészségéért és ételt (rizst és tengeri hínárlevest), többrétegű rizssüteményt valamint tiszta vizet ajánlanak fel nekik egy kis asztalkán. Ezen a ceremónián férfiak nem vehetnek részt.
Az ünnepséget általában nem otthon tartják a modern időkben, hanem bálteremben vagy étteremben. Az ünnepi asztalra mijokkuk (미역국, tengeri hínárból kézült leves), rizs, zöldségek és gyümölcsök, valamint különféle ttok kerül, köztük a színes mudzsige ttok (무지개떡).

### Toldzsabi

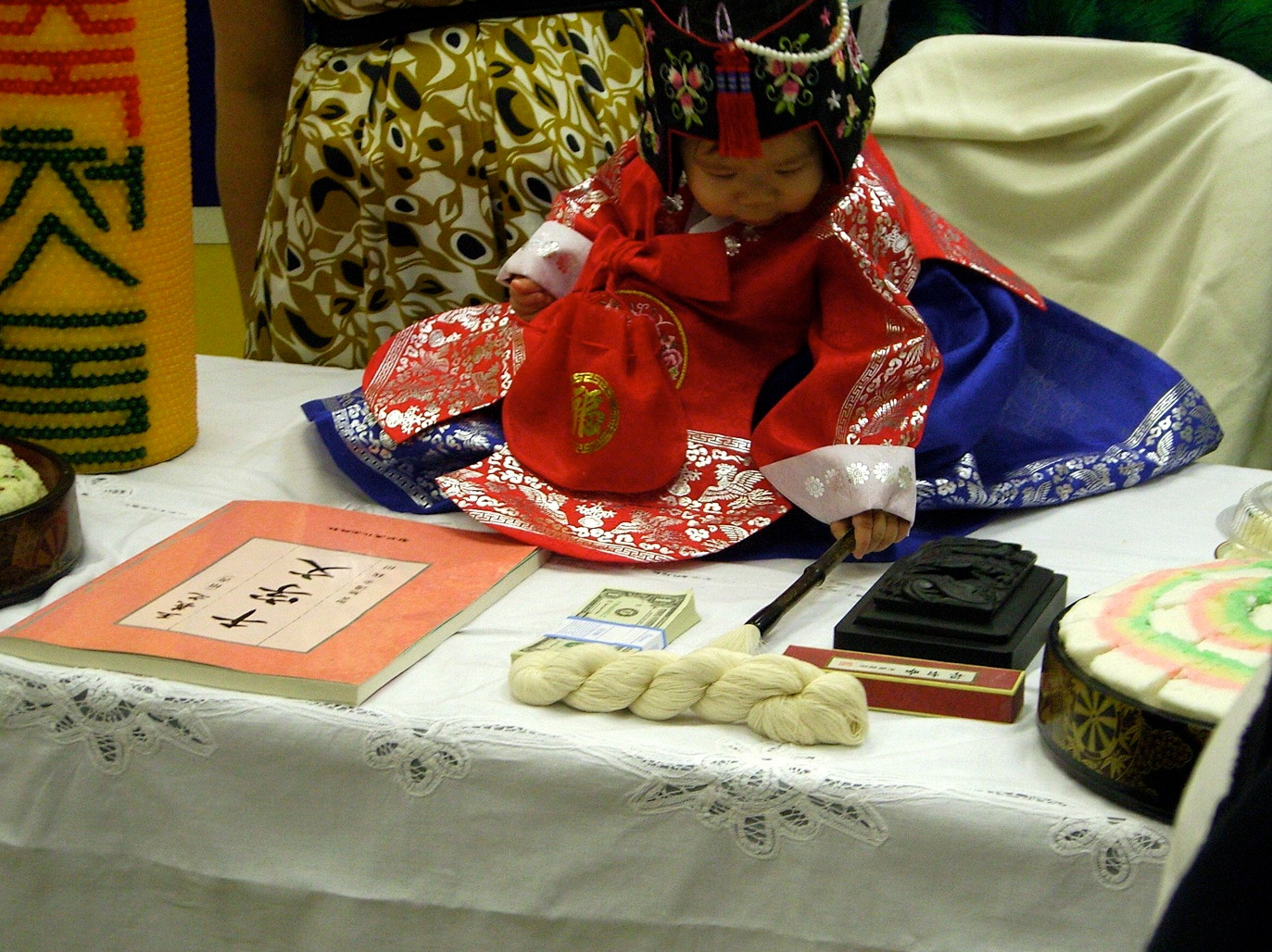
toldzsabi

A megterített asztalra a szülők különféle tárgyakat helyeznek, egy gombolyag fonalat, pénzt, kalligráfiához használt ecsetet, könyvet, lányok esetében varrókészletet, ollót, fiúknak íjat és nyilat. A gyermeket az asztal közepére ültetik, és biztatják, hogy válasszon a kihelyezett tárgyak közül. A hiedelem szerint a baba későbbi sorsát az határozza meg, hogy mit választ. Az asztal mögött hagyományos koreai paravánt helyeznek el. Ez a ceremónia a toldzsabi (돌잡이 / 돐잡이). A modern időkben ez is átalakult: ma már olyan tárgyakat helyeznek az asztalra, ami jól jövedelmező, népszerű foglalkozásokat takar, például mikrofont, golflabdát vagy orvosi sztetoszkópot.
A hagyományos tárgyak jelentése, ha a gyermek kiválasztja:
- íj és nyíl: harcos lesz
- fonal: hosszú élete lesz
- jujuba: sok leszármazottja lesz
- könyv, ecset vagy ceruza: tudós lesz
- pénz: gazdag lesz
- rizsből készült ételek: nem fog éhezni (ez régen nagyon örvendetes választás volt)
- tű, varrókészlet: ügyes lesz a kézimunkában
- kés: jó szakács lesz

A toldzsabit követően a vendégekkel közösen elfogyasztják a feltálalt ételeket. A vendégek a gyermeknek és a szülőknek ajándékot vesznek, a barátok vagy a munkatársak közösen aranygyűrűt adnak a szülőknek ajándékba; ezt a szülők félreteszik a gyermek taníttatására.